# Outcast (album)
Pour les articles homonymes, voir Outcast.
Albums de Kreator
Scenarios of Violence
(1996) Endorama
(1999)
Outcast est le huitième album studio du groupe de thrash metal allemand Kreator. L'album est sorti le 22 juillet 1997 sous le label G.U.N. Records.
Dans cet album, Kreator a inclus dans sa musique des éléments de metal gothique et de metal industriel dans son thrash metal de ses premiers albums.
L'édition japonaise de l'album inclut en plus dans sa liste des titres, la chanson As We Watch the West.

## Musiciens
- Mille Petrozza - Chant, Guitare
- Thomas Vetterli - Guitare
- Christian Giesler - Basse
- Jürgen Reil - Batterie

## Liste des morceaux
1. Leave This World Behind - 3:29
2. Phobia - 3:22
3. Forever - 2:52
4. Black Sunrise - 4:33
5. Nonconformist - 3:15
6. Enemy Unseen - 3:21
7. Outcast - 4:54
8. Stronger than Before - 3:17
9. Ruin of Life - 3:53
10. Whatever It May Take - 3:47
11. Alive Again - 3:47
12. Against the Rest - 2:39
13. A Better Tomorrow - 4:13
14. As We Watch the West - 5:03